# Ligier Nissan DPi
Der Ligier Nissan DPi, auch bekannt als OnRoak Nissan DPi, ist ein Prototyp-Rennwagen, der 2017 vom französischen Rennwagenbauer Ligier, damals noch als OnRoak Automotive, in Zusammenarbeit mit der Nissan-Motorsportabteilung NISMO für die Daytona-Prototype-international-Klasse der IMSA-Rennserie gebaut wurde.

## Entwicklung
2017 wurde die Daytona-Prototype-international-Klasse (DPi) von der IMSA eingeführt. Die in dieser Klasse startenden Rennwagen basieren auf den bereits von der ACO und FIA homologierten LMP2-Fahrzeugen.
Bereits 2016 startete OnRoak Automotive mit der Unterstützung von NISMO mit der Entwicklung des Nissan DPi parallel zum Ligier JS P217, der als Basis diente. Anders als beim LMP2-Reglement ist beim DPi ein eigenes Chassis und statt eines Einheitsmotors ein eigenständiger Motor erlaubt. Daher wurde der von Nissan stammende 3,8-Liter-V6-Motor, der bereits im Nissan GT-R GT3 eingesetzt wurde, verwendet.
Seinen ersten Renneinsatz hatte der Nissan DPi beim 24-Stunden-Rennen von Daytona 2017.

## Teams
Anders als in der LMP2 sind in der DPi-Klasse Einsätze von Werksteams erlaubt. In den beiden Saisons 2017 und 2018 setzte das US-amerikanische Team Tequila Patrón ESM zwei Nissan DPi für NISMO in der Meisterschaft ein. Ende 2018 zog sich das Team zurück und das US-Team CORE Autosport ging mit einem Rennwagen in der Folgesaison an den Start.

## Statistik

### Daytona-Ergebnisse
| Jahr | Nr. | Team               | Fahrzeug          | Reifen | Fahrer       | Fahrer                | Fahrer           | Fahrer          | Platzierung |
| ---- | --- | ------------------ | ----------------- | ------ | ------------ | --------------------- | ---------------- | --------------- | ----------- |
| 2017 | 2   | Tequila Patrón ESM | OnRoak Nissan DPi | C      | Scott Sharp  | Ryan Dalziel          | Pipo Derani      | Brendon Hartley | Rang 4      |
| 2017 | 22  | Tequila Patrón ESM | OnRoak Nissan DPi | C      | Ed Brown     | Johannes van Overbeek | Bruno Senna      | Brendon Hartley | Rang 17     |
| 2018 | 2   | Tequila Patrón ESM | OnRoak Nissan DPi | C      | Pipo Derani  | Johannes van Overbeek | Nicolas Lapierre |                 | Ausfall     |
| 2018 | 22  | Tequila Patrón ESM | OnRoak Nissan DPi | C      | Ryan Dalziel | Scott Sharp           | Oliver Pla       |                 | Ausfall     |
| 2019 | 54  | CORE Autosport     | Ligier Nissan DPi |        | Jon Bennett  | Colin Braun           | Romain Dumas     | Loïc Duval      | Rang 4      |

### Sebring-Ergebnisse
| Jahr | Nr. | Team               | Fahrzeug          | Reifen | Fahrer       | Fahrer                | Fahrer           | Fahrer          | Platzierung     |
| ---- | --- | ------------------ | ----------------- | ------ | ------------ | --------------------- | ---------------- | --------------- | --------------- |
| 2017 | 2   | Tequila Patrón ESM | OnRoak Nissan DPi | C      | Scott Sharp  | Ryan Dalziel          | Pipo Derani      |                 | Ausfall         |
| 2017 | 22  | Tequila Patrón ESM | OnRoak Nissan DPi | C      | Ed Brown     | Johannes van Overbeek | Bruno Senna      | Brendon Hartley | Ausfall         |
| 2018 | 2   | Tequila Patrón ESM | OnRoak Nissan DPi | C      | Pipo Derani  | Johannes van Overbeek | Nicolas Lapierre |                 | Nicht gestartet |
| 2018 | 22  | Tequila Patrón ESM | OnRoak Nissan DPi | C      | Ryan Dalziel | Scott Sharp           | Oliver Pla       |                 | Gesamtsieg      |
| 2019 | 54  | CORE Autosport     | Ligier Nissan DPi |        | Romain Dumas | Jon Bennett           | Colin Braun      |                 | Rang 5          |